# Good Night, and Good Luck.
Good Night, and Good Luck. är en amerikansk film från 2005 i regi av George Clooney.

## Handling
Filmen utspelar sig i McCarthyismens USA 1953 och handlar om CBS-ankaret och TV-journalisten Edward R. Murrows (David Strathairn) nyhetsprogram See It Now. I programmet attackerar han just senator Joseph McCarthys häxjaktmetoder i jakten på kommunister på bästa sändningstid inför miljoner amerikanska TV-tittare. 

Rollista (urval)
| David Strathairn   | – Edward R. Murrow, en TV-journalist och ankare för CBS-programmet See It Now.                               |
| George Clooney     | – Fred W. Friendly, producent för See It Now tillsammans med Murrows.                                        |
| Robert Downey, Jr. | – Joseph Wershba                                                                                             |
| Patricia Clarkson  | – Shirley Wershba                                                                                            |
| Frank Langella     | – William Paley, CBS verkställande direktör.                                                                 |
| Jeff Daniels       | – Sig Mickelson                                                                                              |
| Tate Donovan       | – Jesse Zousmer                                                                                              |
| Ray Wise           | – Don Hollenbeck, journalist och programledare på CBS, anklagad av pressen för att vara kommunistsympatisör. |

## Om filmen

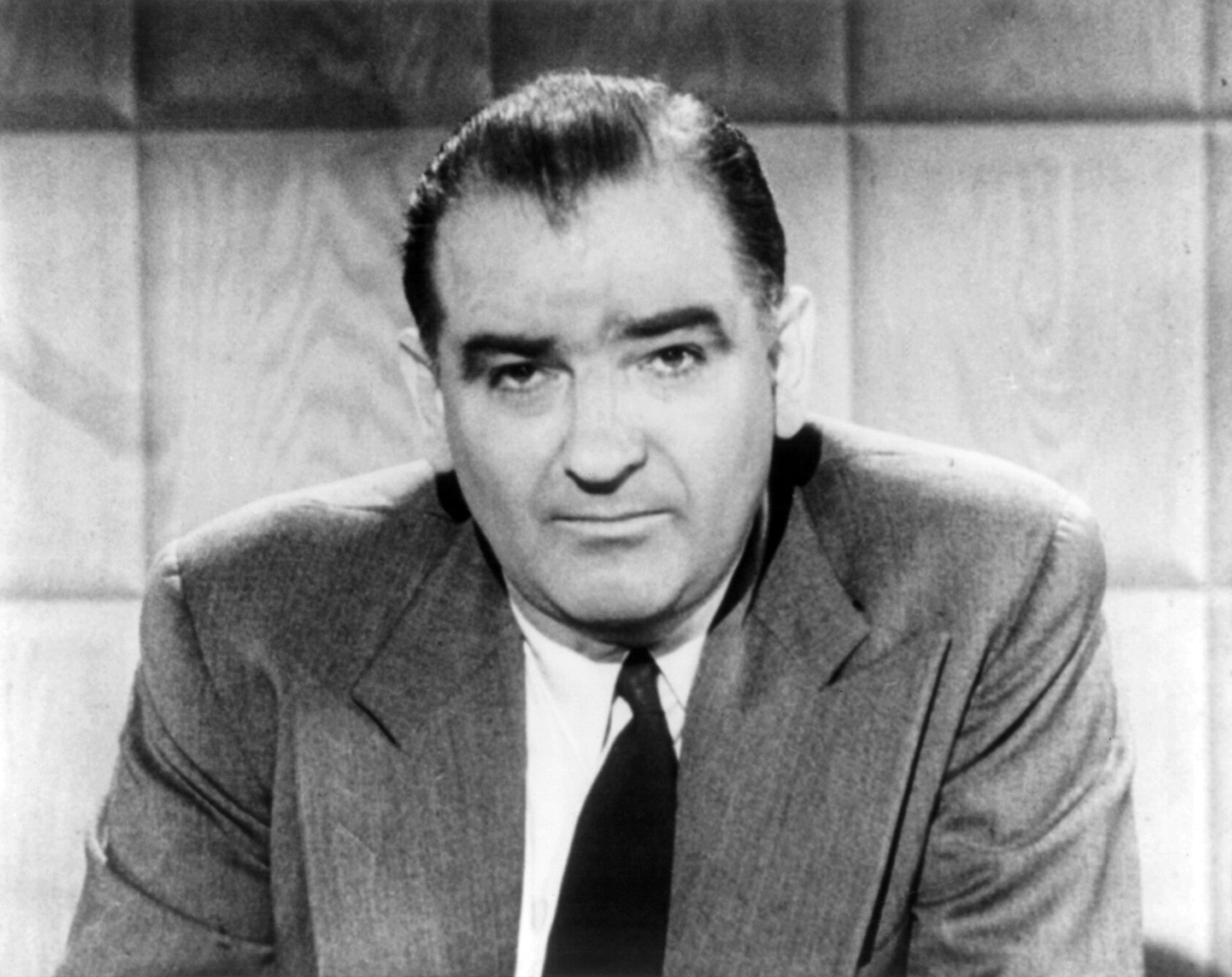
Joseph McCarthy 1954.

Filmen nominerades till sex Oscars, bland annat bästa huvudroll (David Strathairn), bästa regi (George Clooney) och bästa film.
Filmskaparna valde att använda arkivbilder av den riktiga senatorn Joseph McCarthy. I vissa testvisningar tyckte åskådare, ovetande om detta faktum, att skådespelaren som porträtterade senatorn spelade över.[källa behövs]